# Beng Mealea
Beng Mealea (in lingua khmer:ប្រាសាទបឹងមាលា, Prasat Beng Mealea) è un tempio nello stesso stile di Angkor Wat, che si trova 40 km in linea d'aria ad est del gruppo principale di Angkor, in Cambogia.

## Il tempio

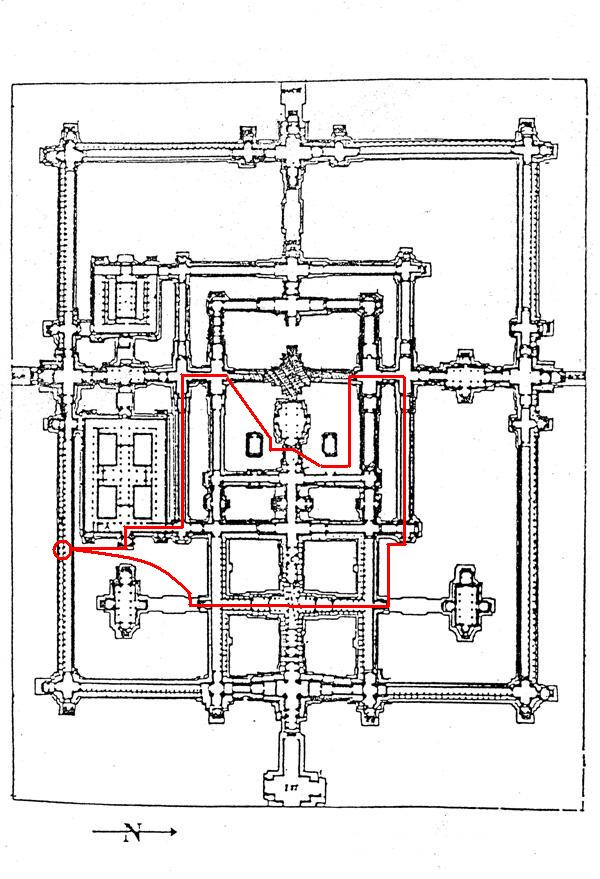
Pianta di Beng Mealea, da un disegno di D'apres Leon de Beylie (1849-1910). In rosso il percorso parzialmente attrezzato utilizzato di solito per visitare il tempio.

Il suo nome attuale significa "stagno del loto". Si trova sull'antica strada reale che conduceva al Preah Khan Kompong Svay, attualmente percorribile solo con moltà difficoltà da esperti. Dista un'ottantina di km di strada da Siem Reap e il suo raggiungimento è stato facilitato dalla risistemazione delle strade a partire dal 2005, a seguito di un'iniziativa privata volta allo sfruttamento turistico del complesso di Koh Ker.
Beng Mealea è un tempio induista dedicato a Visnù, ma vi si trovano scolpiti anche alcuni motivi buddisti. Non se ne conosce la storia, ma dallo stile architettonico e scultoreo identico a quello di Angkor Wat gli studiosi hanno attribuito la sua costruzione al regno di Suryavarman II, nella prima metà del XII secolo. Le dimensioni del complesso sono molto inferiori a quelle di Angkor Wat: la galleria che costituisce la recinzione più esterna misura 181m per 152m, il che lo situa comunque tra i maggiori templi angkoriani. Si trovava inoltre al centro di una città racchiusa da un fossato di ben 1025 m per 875 m, ampio 45 metri.
Il materiale principalmente usato è l'arenaria. Beng Mealea dista circa 7 km in linea d'aria da Phnom Kulen, dove si trovavano le cave d'arenaria utilizzate per la costruzione di Ankgor, ed è probabile che vi transitassero i materiali da costruzione, trasportati per vie d'acqua canalizzate all'uopo. Attualmente il tempio è in pessimo stato di conservazione, non essendo stato sottoposto a restauri estesi né ripulito dalla vegetazione, ma questo garantisce qualche emozione in più nella visita. Già dalla sua scoperta, la qualità delle decorazioni e dell'architettura hanno attirato l'attenzione degli studiosi francesi, che gli hanno dedicato diversi studi.
Beng Mealea è orientato ad est, ma ha entrate in corrispondenza di tutti e quattro i punti cardinali ed attualmente si approccia dal lato sud, che tra l'altro presenta costruzioni aggiuntive tra il recinto più esterno e quello mediano. Il progetto del complesso è costituito di base da tre gallerie concentriche, unite da chiostri cruciformi, come nell'Angkor Wat, ma a differenza di questo ha un solo livello, non presenta cioè i livelli sovrapposti caratteristici dei templi-montagna.
Edifici secondari, noti come "biblioteche", giacciono ad entrambi i lati della strada sopraelevata principale che lo attraversa da est a ovest, ornata ai lati da balaustrate nagā. Architravi e frontoni riportano raffigurazioni di scene della mitologia induista, come l'agitazione dell'Oceano di Latte e il sorgere di Visnù dall'uccello divino Garuḍa.

## Status UNESCO
Il sito è stato proposto come candidato alla lista dei patrimoni dell'umanità dell'UNESCO il 1º settembre 1992, nella categoria culturale.

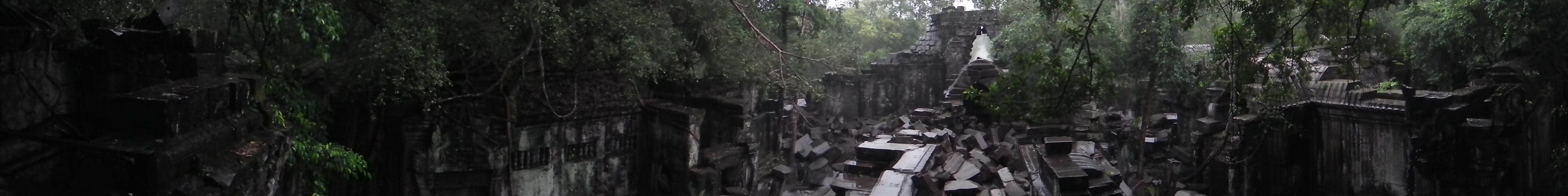
Beng Mealea

## Galleria d'immagini

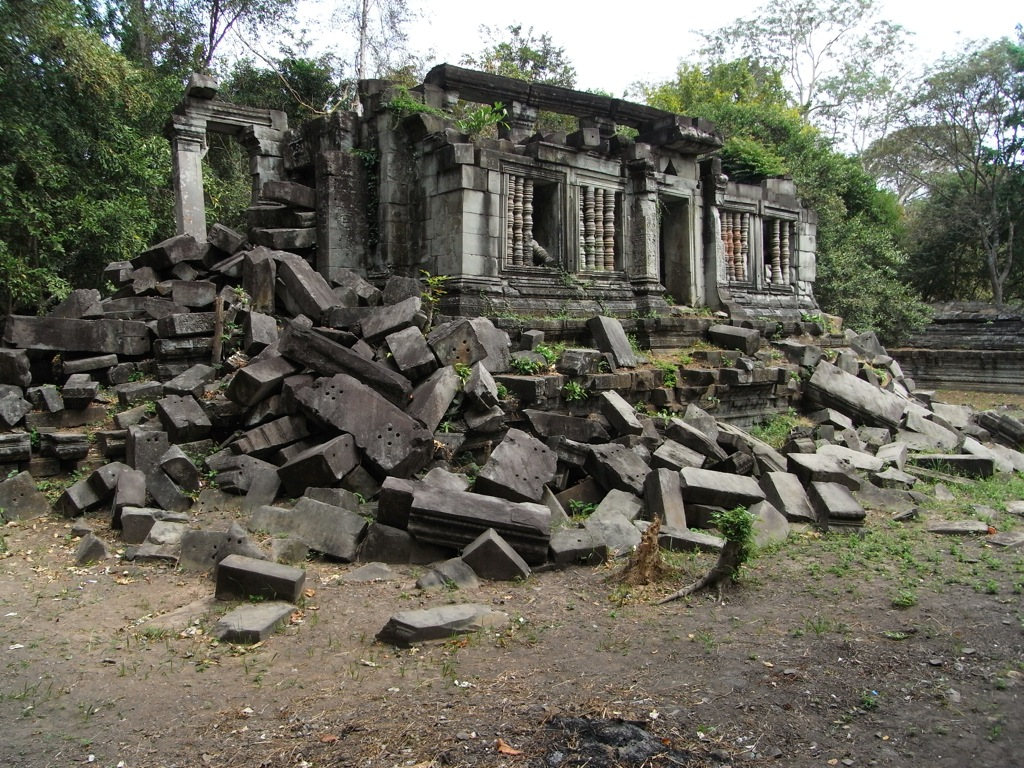
Una delle biblioteche rialzate nel recinto esterno.
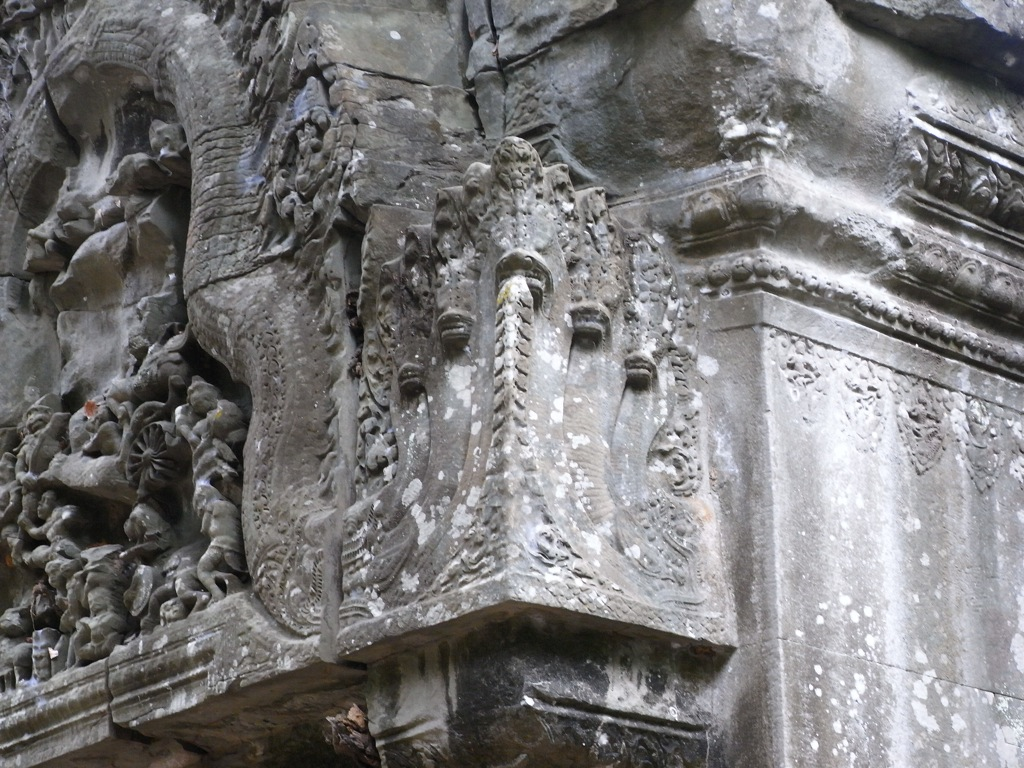
Beng Mealea presenta frontoni scolpiti di ottima fattura.
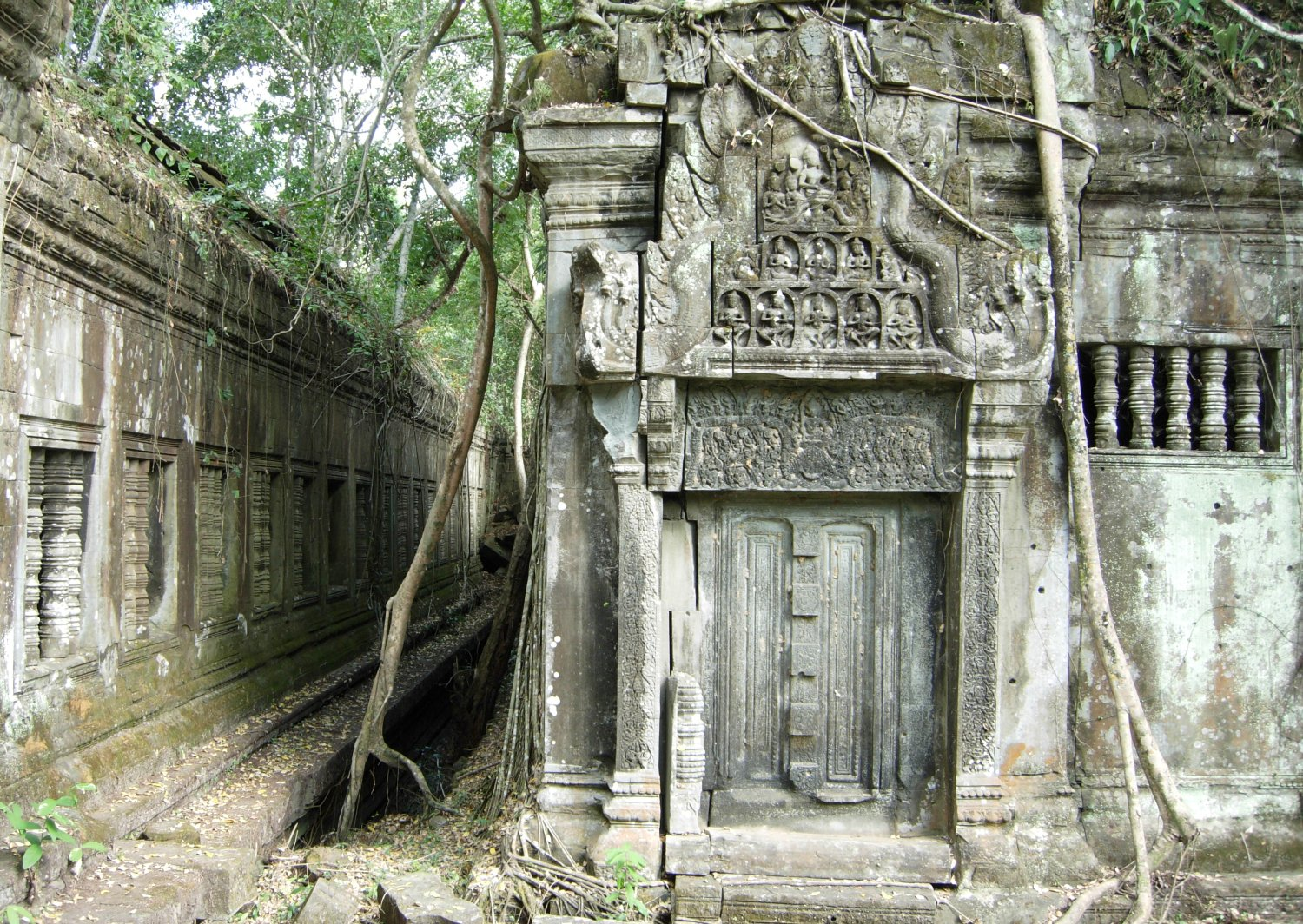
Porta cieca, architrave e frontone nello stile Angkor Wat.
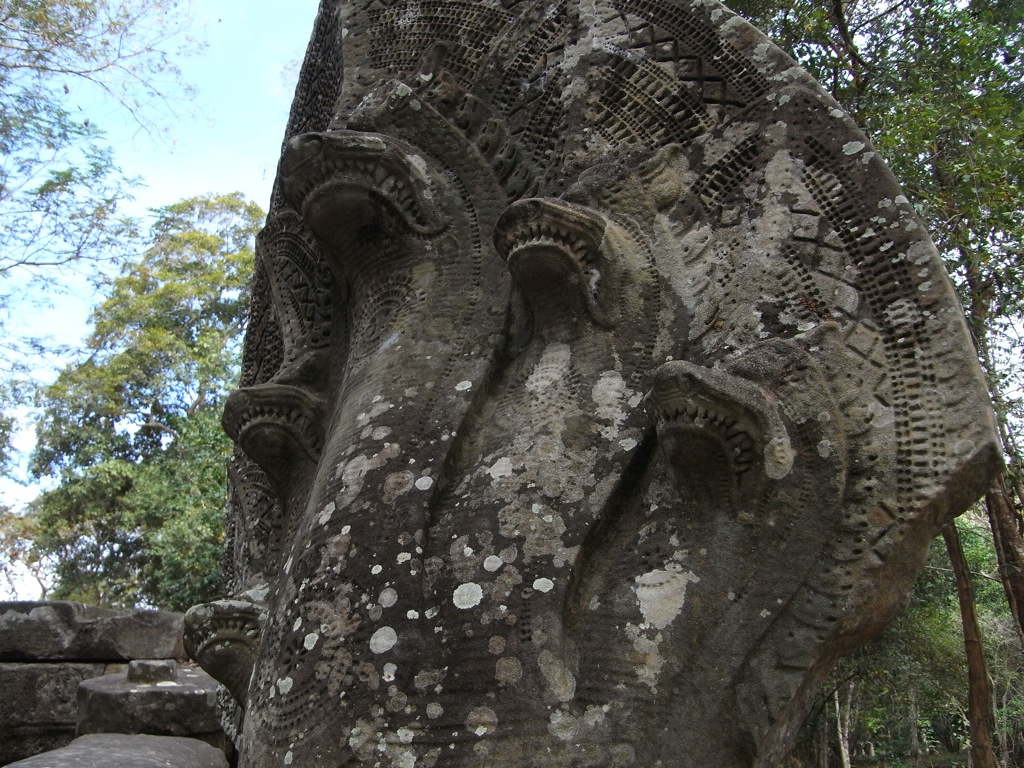
Il magnifico nāga a cinque teste con cui terminano le balaustrate delle terrazze cruciformi.
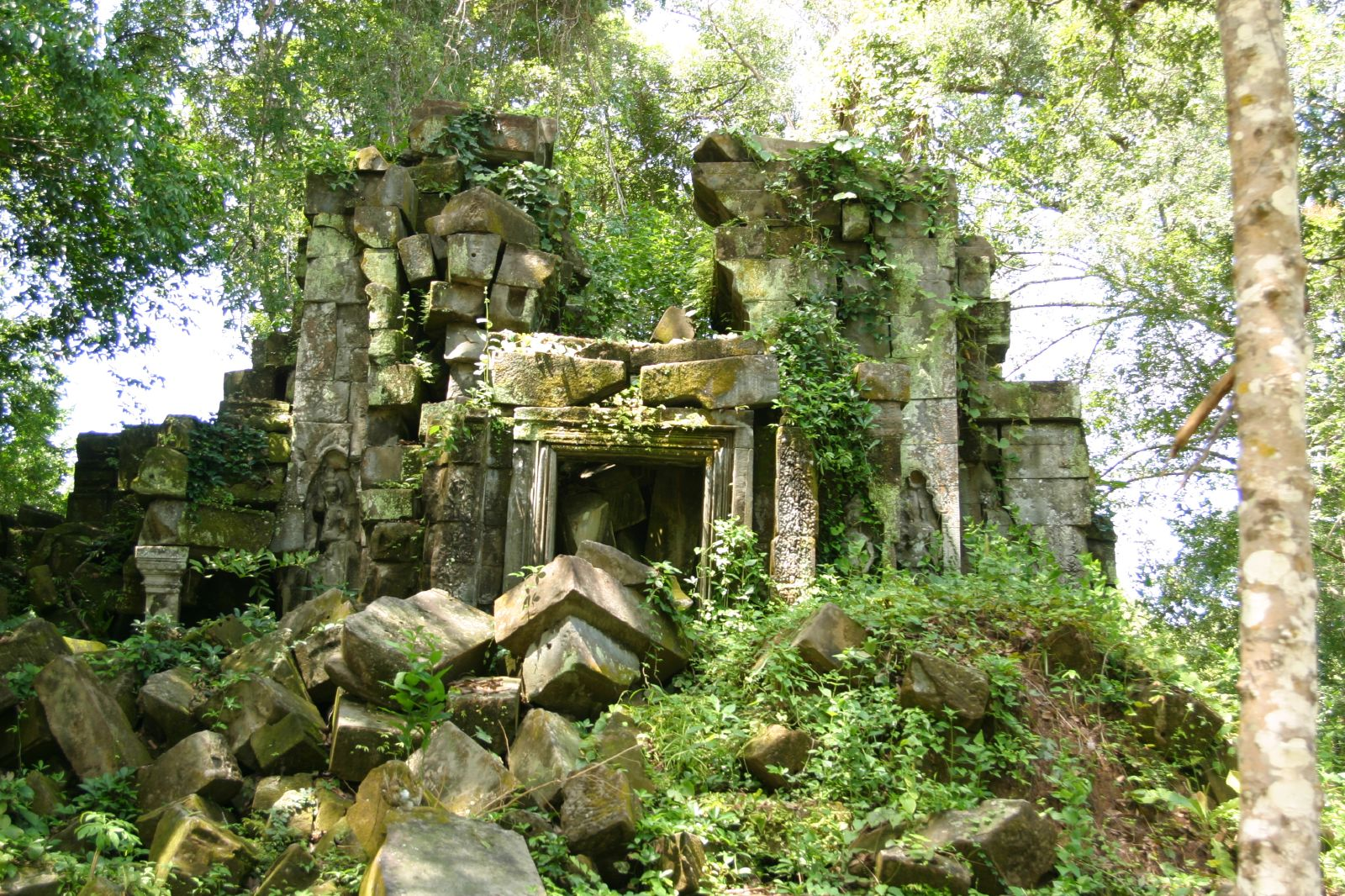
La vegetazione è la signora del luogo, per il momento.
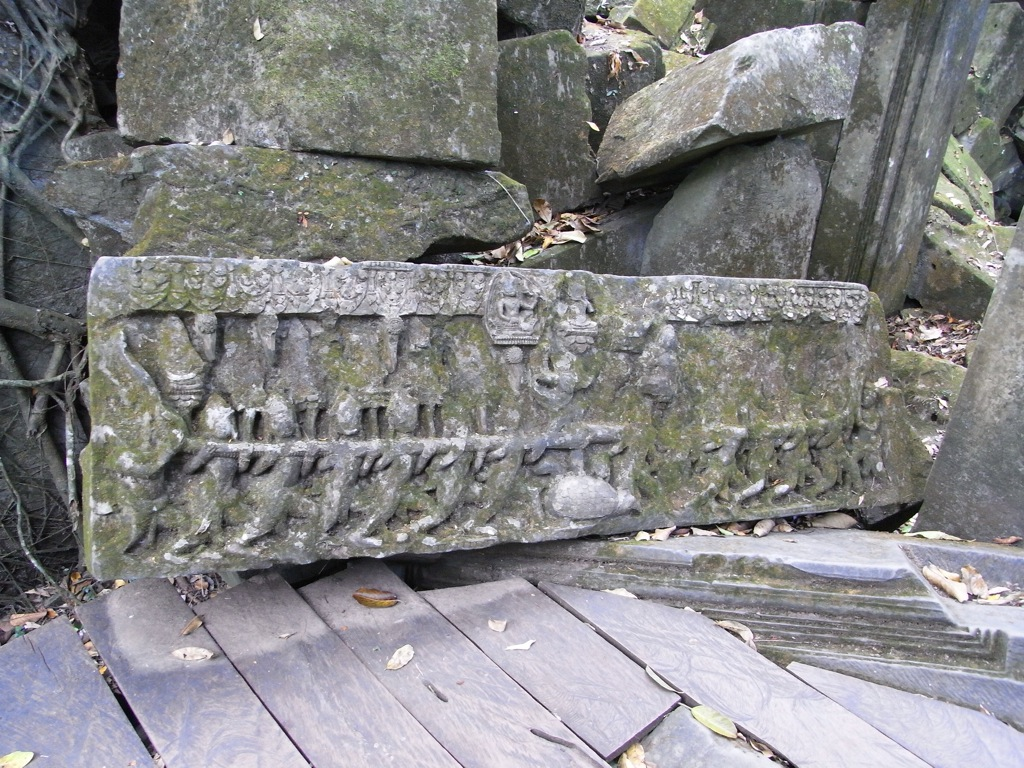
Architrave caduto a terra che rappresenta l'agitazione dell'oceano di latte.
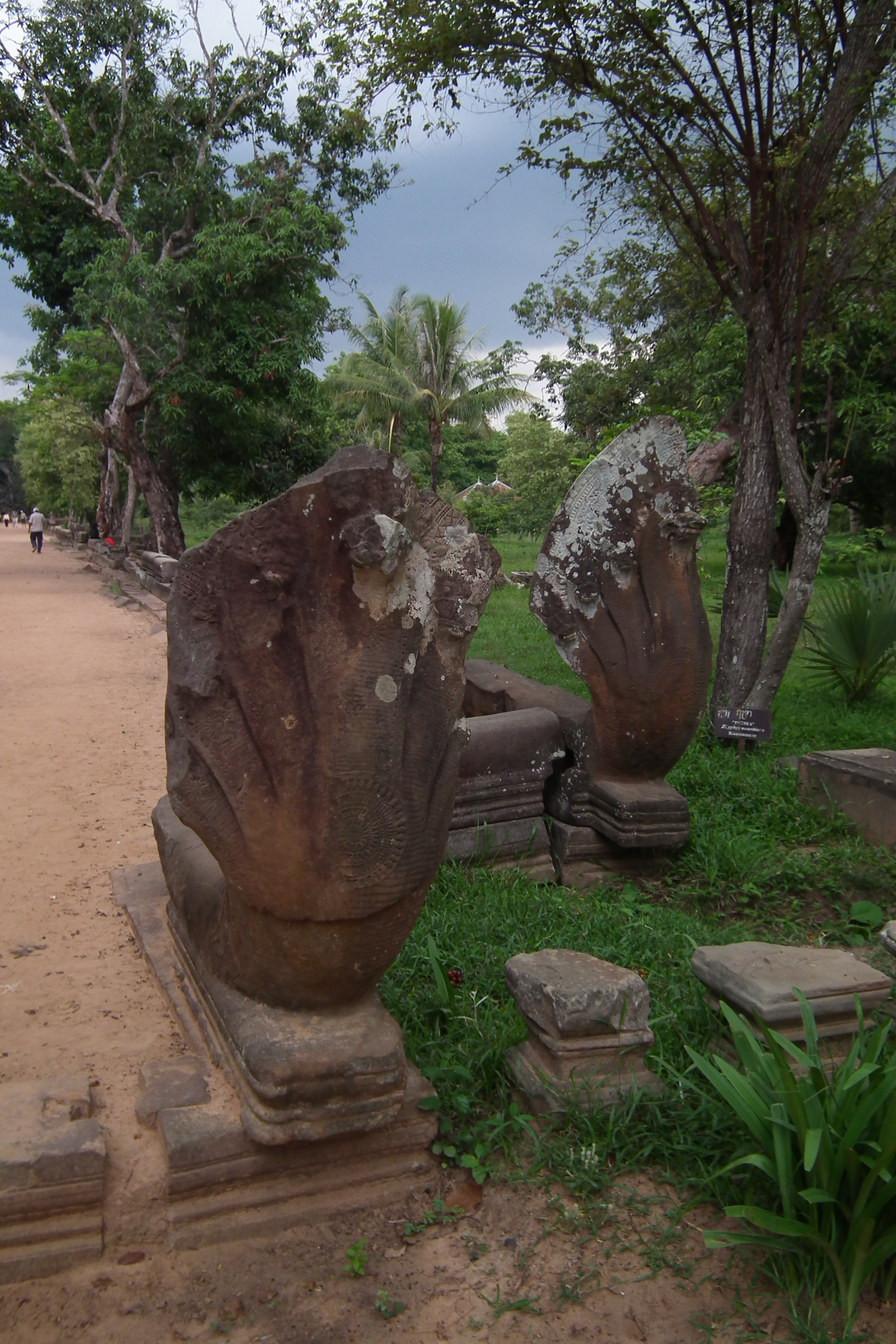
Nāga
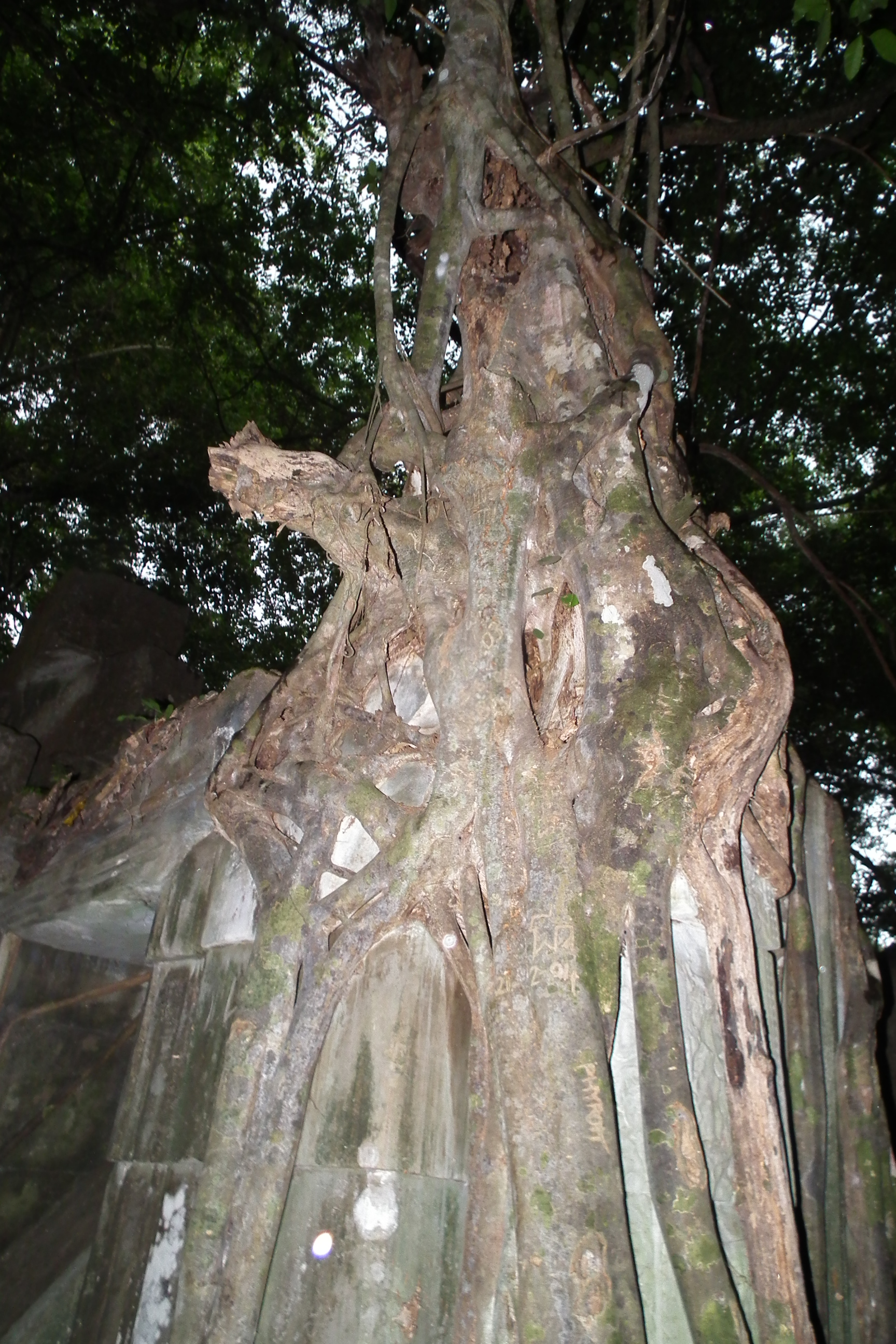
Baniano e rovine.